# Festival de Cinema de Sarajevo
El Festival de Cinema de Sarajevo és un festival de cinema celebrat anualment a Sarajevo. Fundat el 1955 durant el Setge de Sarajevo i la Guerra de Bòsnia, és un dels festivals de cinema més grans d'Europa, i el més gran i important de la regió dels Balcans. Té lloc durant l'agost, i s'hi mostren llargmetratges i curtmetratges d'arreu del món. El director actual del festival és Mirsad Purivatra, antic executiu en cap de la branca bosniana de McCann Erickson.